# Royal Victory Hockey Club
Royal Victory Hockey Club is een Belgische hockeyclub uit Edegem.

## Geschiedenis
De club werd opgericht in 1919 en is bij de KBHB aangesloten met het stamnummer 712. De heren behaalden de landstitel tweemaal, de dames eenmaal.
In 2011 werd binnen deze club een G-hockey afdeling (de Wanderers) opgestart en in januari 2019 werd Victory door de European Hockey Federation uitgeroepen tot 'Europese Club van het Jaar'. In augustus 2019 organiseerde de club het Europees Kampioenschap ParaHockey, een officieel side-event van het Europees kampioenschap hockey.

## Infrastructuur
Victory beschikt over drie watervelden. De twee nieuwste velden, die in gebruik genomen werden in 2018, zijn certificeerd door de FIH. Het hoofdveld is identiek aan het veld waarop gespeeld werd tijdens de Olympische Spelen van 2016 in Rio. In 2020 werd het nieuwe club house in gebruik genomen.
Belgian Red Giants
De Belgische nationale G-hockeyploeg, de Belgian Red Giants, trainen op de velden van de club.

## Ploegen
In mei 2020 was Victory de grootste club in België, met 1658 bij de KBHB aangesloten leden. In het seizoen 2019-2020 was de club actief met meer dan 85 ploegen. De eerste damesploeg komt uit in de Hockey League, de eerste herenploeg in Eerste nationale. Vijf van de zes eerste jeugdploegen tussen U14 en U19 spelen in de hoogste afdeling.
De Wanderers (G-hockey) richten zich specifiek op personen met een beperking. Occasioneel speelt het team wedstrijden tegen andere G-Hockey-afdelingen. Jaarlijks rond de krokusvakantie organiseert de club (met  ondersteuning van de Red Lions en Red Panthers) een G-happening met parahockeyspelers uit alle clubs in België.

## Palmares
Heren
- 2x Landskampioen (veld): 1950 en 1962
- 2x Winnaar Beker van België (veld): 1942 en 1946

Dames
- 1x Landskampioen (veld): 2003
- 1x Winnaar Beker van België (veld): 2004

## Bekende (ex-)spelers
- Nicolas Acosta
- Antonella Bruni
- Stephen Buntain
- Martina Cavallero
- Robert Cayman
- Charlotte De Vos
- Liza Giacomotti
- Victor Guerra
- Lex Haring
- Lieke Hulsen
- Camila Machin
- Heather McEwan
- Klaas Mestdagh
- Flor Mestdagh
- Sandra Monje
- Lukáš Plochý
- Emma Puvrez
- Leo Rooman
- Jacques Vanderstappen
- Sofi Viarengo Cerviño
- Anne-Sophie Weyns
- Max Dyckx